# 日本サッカーミュージアム
日本サッカーミュージアム（にほんサッカーミュージアム、英語: Japan Football Museum）は、かつて日本サッカー協会が2002 FIFAワールドカップの開催を記念して日本サッカー協会ビル（JFAハウス）に設けていた展示施設・企業博物館。運営は公益財団法人日本サッカー協会。
2002年日韓W杯が決定した4ヵ月後の1996年9月10日に開催された日本サッカー協会（JFA）創立75周年記念の席で、当時の長沼健JFA会長が「自社ビルを持ちたい」と発言し、これに岡野俊一郎JFA副会長（当時）が「小さくてもいいからミュージアムがほしい」と呼応し、設立が決まり、2003年12月22日に開館、20年弱営業したが、JFAの新オフィス移転に伴い、2023年2月26日をもって同地での営業を終了し休館した。
2023年12月23日からは後継施設である「blue-ing! - JFAサッカー文化創造拠点」が営業している。

## 施設概要
以下休館前の概要。施設は地上1階、地下1階、地下2階の3フロアーから成り立っていた。
- 地上1階 「アッパースタンド」
  - 2002 FIFAワールドカップの試合の模様を大型映像装置「ヴァーチャルスタジアム」で再現する他、日本協会加盟各団体の関連情報を閲覧できた。また、横浜フリューゲルス（1998年解散）のマスコット「とび丸」が展示されていた。
- 地下1階 「ロアースタンド」
  - 2002 FIFAワールドカップに関連した写真や資料の展示、Jリーググッズ（フラッグスタウン）販売店など。また日本サッカー殿堂の表彰者のモニュメントも設置されており、その先にあるレファレンスルームではサッカーに関する蔵書を閲覧（有料・要予約）することができた。
- 地下2階 
  - 「ピッチ」有料ゾーン。日本サッカーがこれまでに経験した様々な歴史、あるいは2002 FIFAワールドカップの関連資料などを展示していた他、日本代表のロッカールームを再現したコーナーなどもあった。

## 開館時間
以下、当初休館前最終営業日として予定していた2023年2月5日までの営業内容。同6日以降26日まで営業を延長したが、延長期間は土曜・日曜・祝日のみの営業だった。
- 平日:12時から17時（入場締め切り16:30）
- 土曜・日曜・祝日、並びにゴールデンウィークや学校休校日（春休み、夏休み、冬休み）期間中の特別営業期間:10時から17時（入場締め切り16:30）
- 休館日:原則月曜日。但し祝日の場合は火曜日。特別営業期間中は無休。他に施設点検のため臨時に年2回程度休館する場合もある。

## アクセス
- JR、東京メトロ丸ノ内線御茶ノ水駅から徒歩6分。
- 東京メトロ千代田線新御茶ノ水駅から徒歩6分。
- 都営バス
  - 湯島一丁目から徒歩2分
  - 順天堂病院前から徒歩5分
  - 本郷二丁目から徒歩5分

## 入場料
- 地上1階、地下1階（レファレンスコーナーを除く）は入場無料。
- 地下2階および地下1階レファレンスコーナーは有料で、大人550円、小中学生300円。幼稚園児以下は無料。

### 割引制度
以下の通り割引制度がある。割引額はいずれの場合も100円引き(大人450円、小中学生200円)で、複数に該当しても重複して割り引かれることはない。
- 障害者とその付添者
- 20名以上の団体（学校・企業関係者など）。団体入場は事前の予約必要。
- JFAファミリー（今年度日本協会加盟各団体に登録している選手・審判員・役員・指導者）。
- 日本サッカー後援会会員
- 来館日より1年以内に国内で開催されたサッカーの有料試合のチケット・半券を持参した人。

## その他
近くを通る本郷通り（国道17号）と蔵前橋通りの交差点名として当博物館の名前が用いられている。
ミュージアム館長は、日本サッカー協会会長職経験者が歴任している。

## ギャラリー

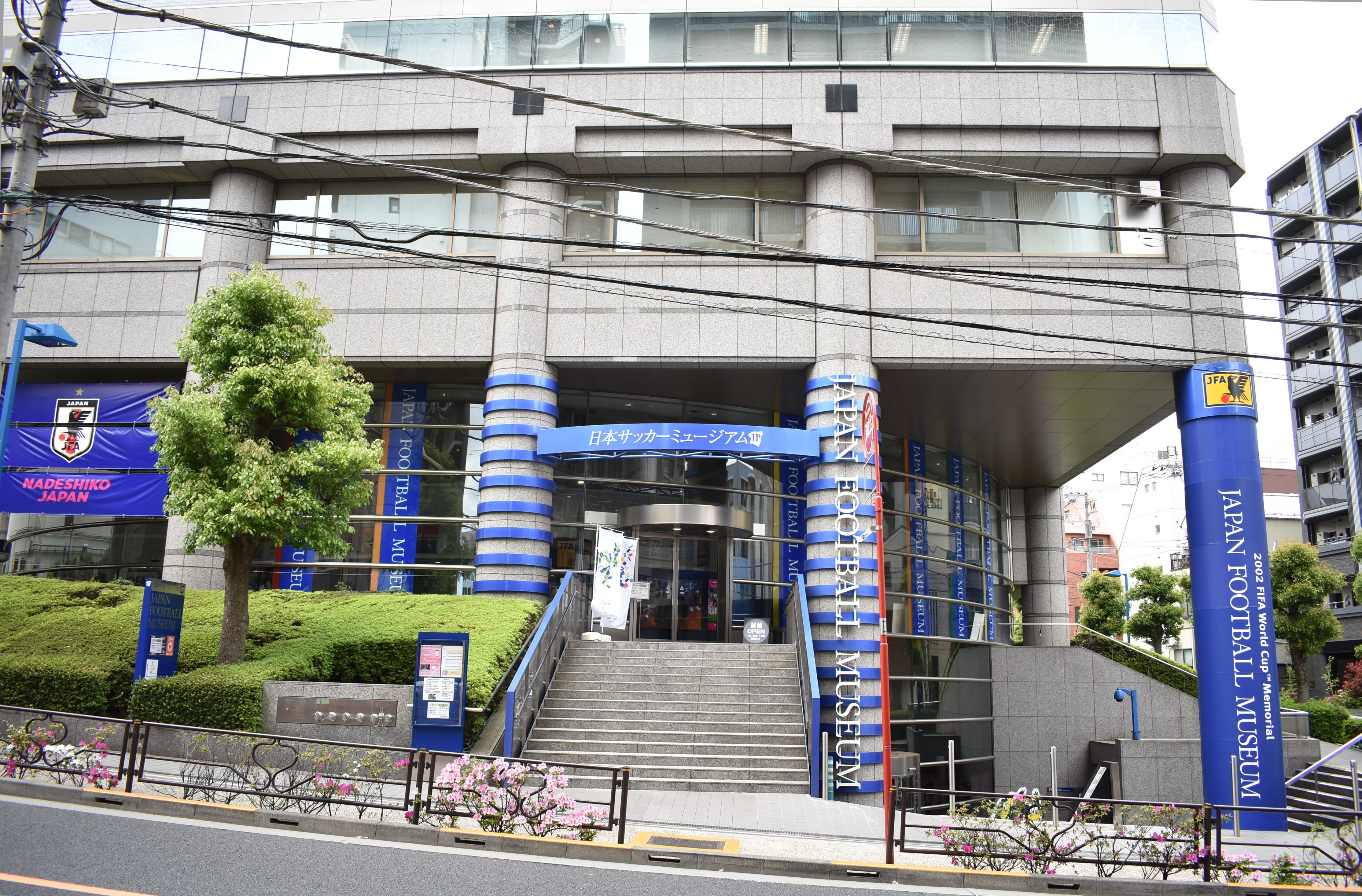
外観（2019年4月29日撮影）
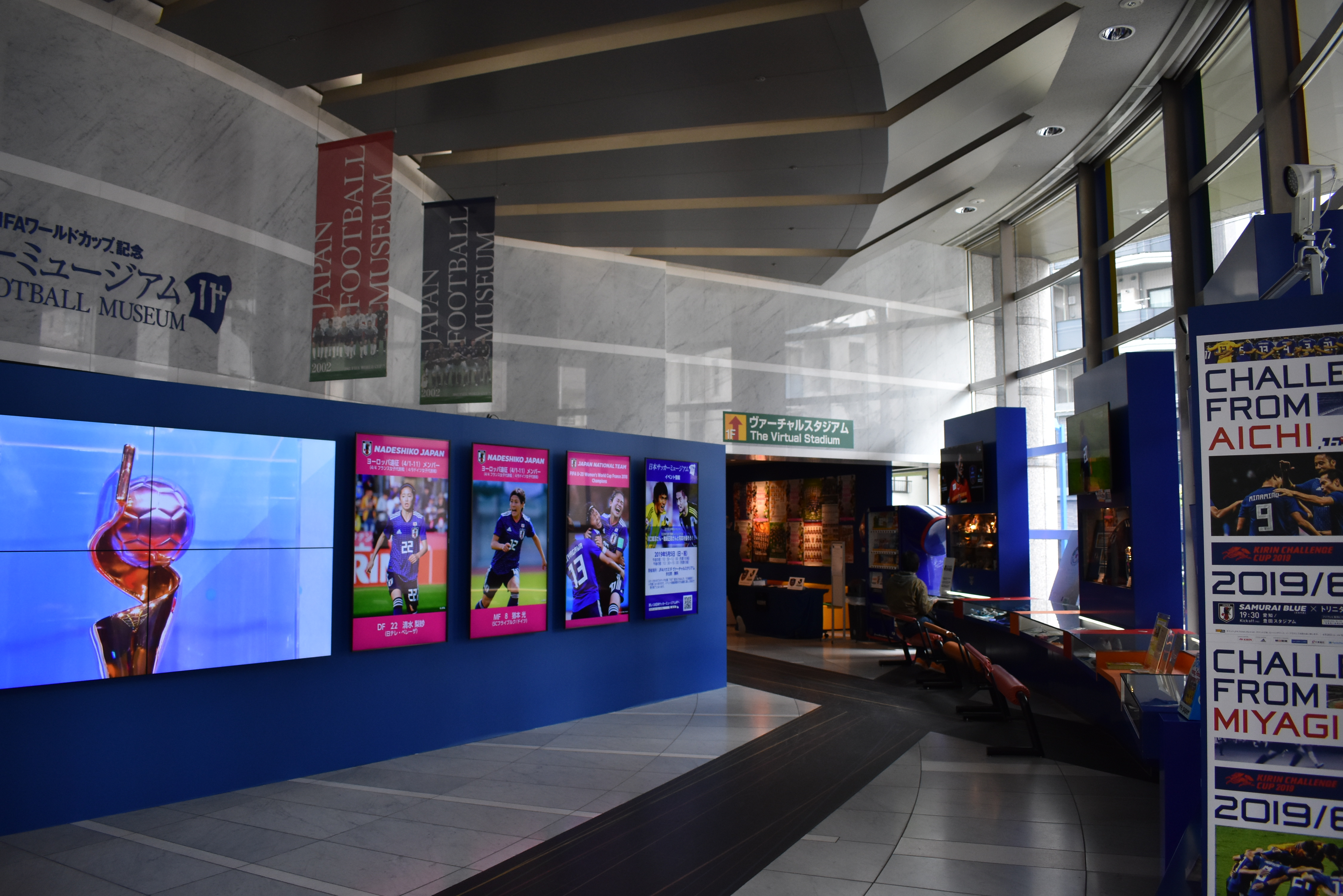
インフォーメーションコーナー（2019年4月29日撮影）
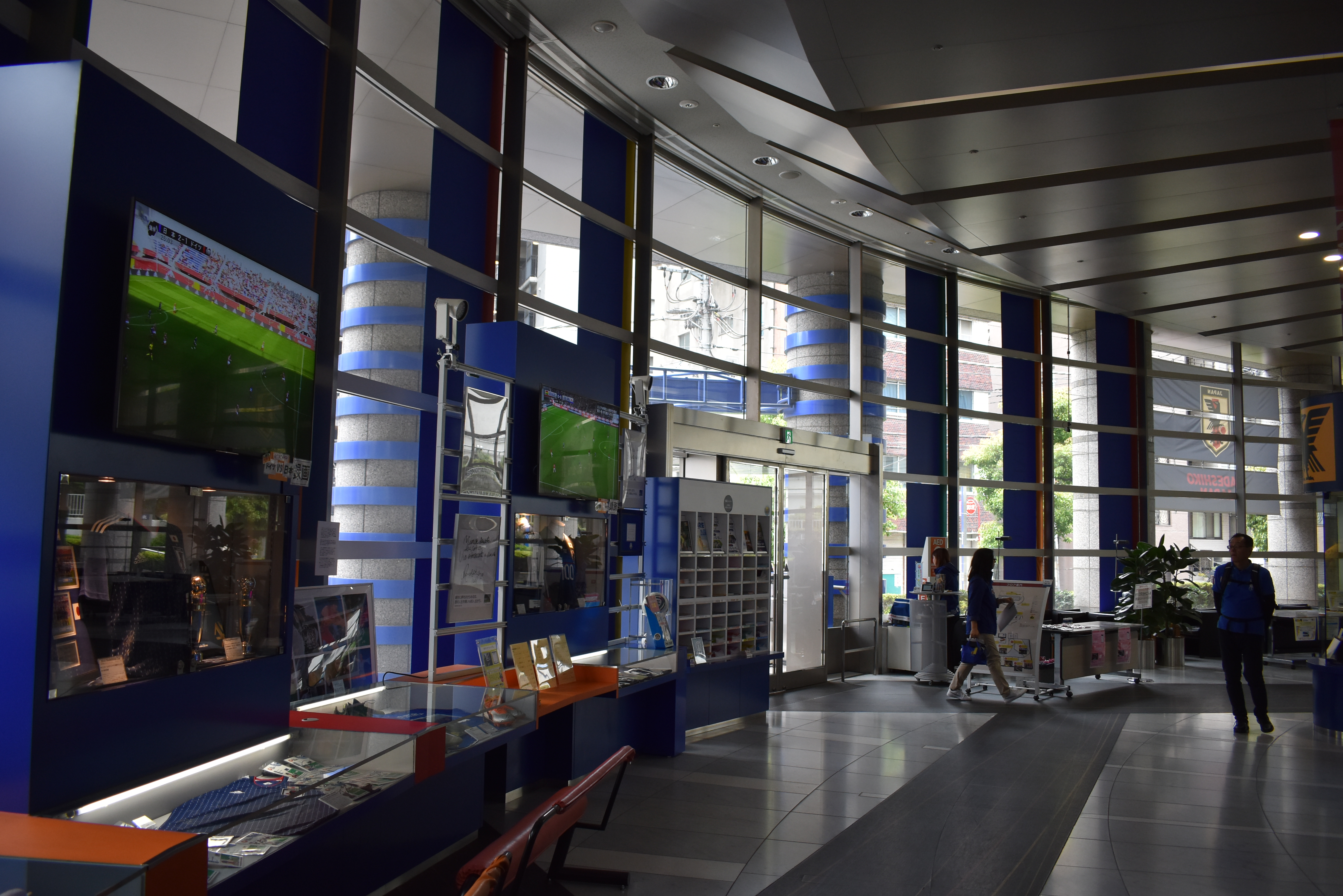
同左（2019年4月29日撮影）
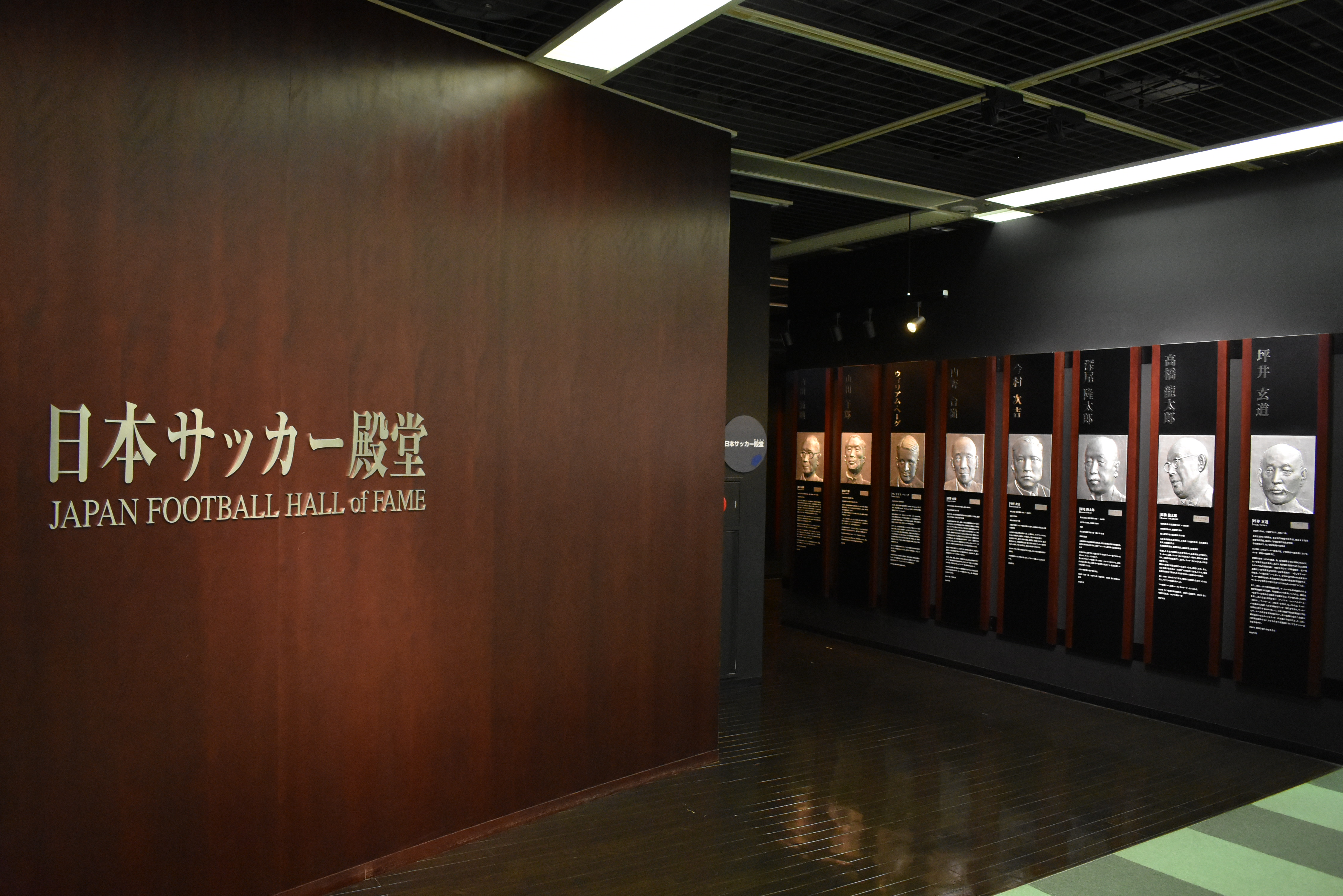
日本サッカー殿堂（2019年4月29日撮影）
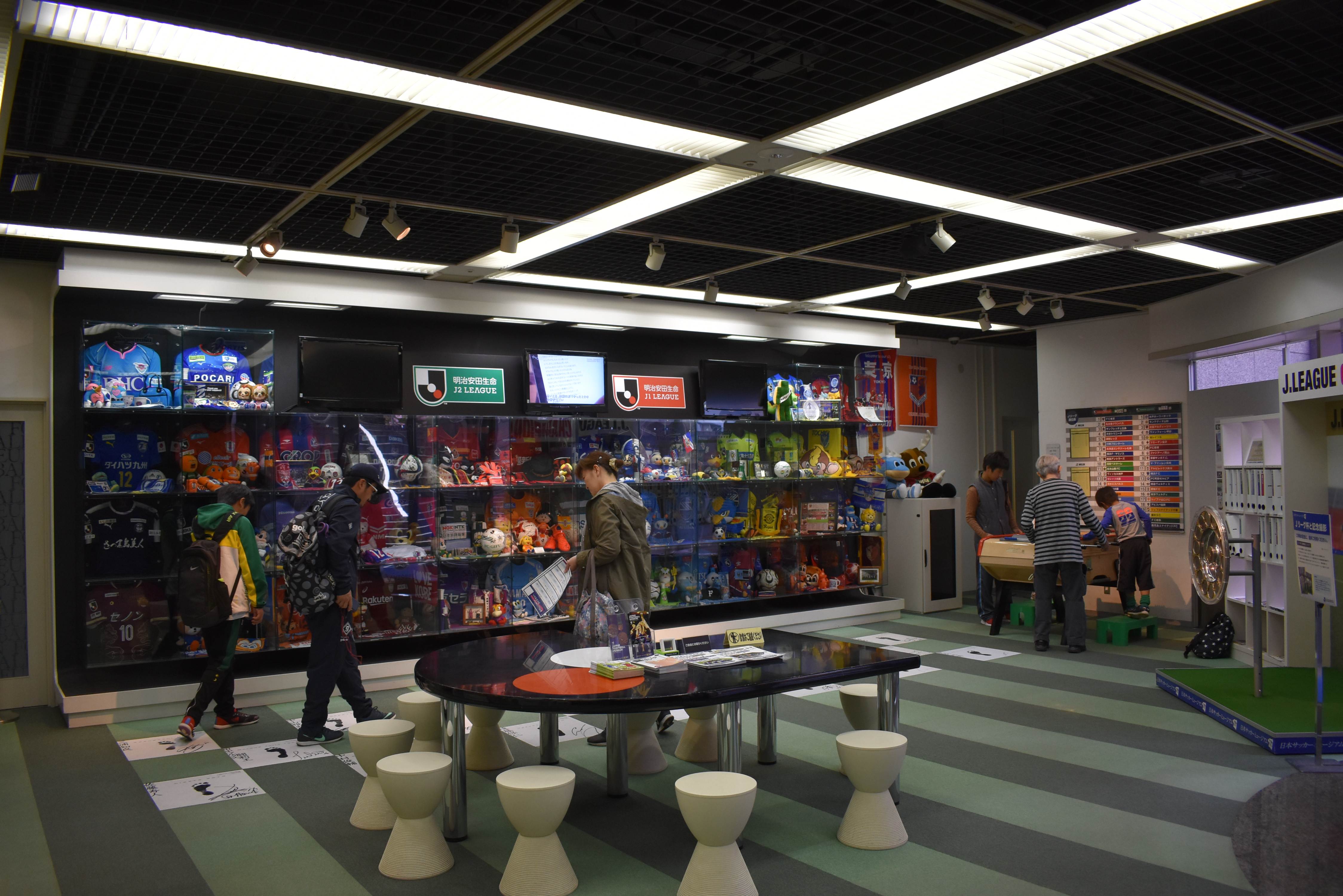
ミュージアムショップ（2019年4月29日撮影）